# Alcuéscar
Alcuéscar è un comune spagnolo di 2 939 abitanti situato nella comunità autonoma dell'Estremadura.